# Anobostra
Anobostra é um gênero de mariposa pertencente à família Crambidae.